# Office lady
Uma office lady, abreviada como OL,é uma mulher que trabalha em escritório, na China e no Japão, que desenvolve geralmente tarefas de colarinho rosa tais como servir chá e trabalho de secretariado ou de escritório. As OLs normalmente não são casadas e vivem com seus pais até a idade adulta precoce. As offices ladies são geralmente funcionárias permanentes em tempo integral, embora os empregos normalmente possuem pouca oportunidade de promoção e há uma expectativa tácita de que elas deixarão seus empregos quando se casarem.
Devido à influência cultural pop japonesa em Hong Kong, o termo também é de uso comum por lá.
Muitas vezes apelidado de shokuba no hana ou "office flower", as office ladies geralmente são contratadas após o ensino médio, com as formandas sendo desencorajadas de seguir esta carreira. Elas são mantidas no escritório devido à juventude que elas trazem ao ambiente, aí do apelido de "flower". Elas são encarregadas de tarefas rotineiras, domésticas, para dar suporte aos trabalhadores homens. Este tipo de carreira oferece pouca chance de avanço e era especificamente  projetado para que as mulheres saíssem para se casar antes de chegar nos 30 anos. As mulheres entre as idades de 24 e 28 geralmente são aconselhadas a se estabelecer como uma mensagem sutil para sair, visto que esses anos são considerados os mais apropriados para um casamento.

## História
O surgimento das OLs começou após a Segunda Guerra Mundial, com a expansão dos escritórios. Elas era primeiramente conhecidas como "BGs" (para Business Girls), mas mais tarde descobriu-se que os falantes da língua inglesa usavam um acrônimo similar, B-girls, para se referirem a "bargirls". Josei Jishin, uma revista feminina, iniciou uma competição para descobrir um nome melhor para as business girls. OL foi a escolhida em 1963.
Na década de 1980, ser uma OL era o emprego mais comum para uma mulher japonesa, e as OLs representavam aproximadamente um terço da mão de obra feminina.
De acordo com Miyako Inoue, "A Lei de Oportunidade de Emprego Iguailtário (LOEI) foi aprovada em 1986 e teve sua implementação iniciada. Embora a LOEI teoricamente não tivesse nenhum efeito em mudar as práticas de negócio discriminatórias, ela foi promovida nacionalmente pelo governo..."

## Na ficção
As personagens modelos OLs são frequentemente encontradas em mangás josei e animes, geralmente retratadas como pessoas atrativas, inteligentes e melancólicas entediadas com seus trabalhos, sob forte pressão de suas famílias e enfrentando problemas psicológicos.
- A franquia Shomuni inclui mangá, série de televisão e filmes sobre office ladies.
- A série de mangá e anime Oruchuban Ebichu, por exemplo, apresenta uma personagem office lady apropriadamente chamada de OL.
- As personagens guerreiras Linna Yamazaki (Bubblegum Crisis Tokyo 2040), Arisa e Kyouko (All Purpose Cultural Cat Girl Nuku Nuku) têm dias de trabalho como office ladies.
- A maioria das personagens de OL Shinkaron são office ladies.
- Em Re: Cutie Honey, a Honey usa seu emprego de OL como uma forma de desaparecer de seu trabalho sem ser notada.
- A personagem Retsuko em Aggretsuko é retratada como uma Office Lady
- Office Lady e Salaryman são classes de treinador na versão original japonesa de Pokémon Black and White, aparecendo no centro comercial da cidade de Castelia. Eles foram renomeados para ♀ and Clerk ♂ (respectivamente) nas versões em inglês do jogo.